# Darkhorse
Darkhorse — второй студийный альбом американской рэп-рок группы Crazy Town, вышедший 12 ноября 2002 года.

## Об альбоме
Альбом достиг пика под номерами 120 Billboard 200 и 164 в Великобритании. За первую неделю было продано 13 000 единиц.
Группа заявила, что лично они не были разочарованы тем, что альбом продавался не так хорошо, как их предыдущий альбом The Gift of Game, учитывая, что группа двигалась в новом направлении, несмотря на успех, принёсший им, благодаря песне «Butterfly».
Вскоре через несколько месяцев Crazy Town распались после выпуска альбома, сославшись, среди прочего, на давление со стороны их слушателей и фанатов, требующих что-то похожее на песню Butterfly.
Риверс Куомо из группы Weezer был дополнительным гостем в треке «Hurt You So Bad», который исполнял гитарное соло в треке.

## Список композиций
Слова и музыка всех песен — Crazy Town.
| №                   | Название                                                            | Длительность |
| ------------------- | ------------------------------------------------------------------- | ------------ |
| 1.                  | «Decorated»                                                         | 3:08         |
| 2.                  | «Hurt You So Bad» (совместно с Риверсом Куомо, в буклете не указан) | 3:46         |
| 3.                  | «Drowning»                                                          | 3:19         |
| 4.                  | «Change»                                                            | 3:45         |
| 5.                  | «Candy Coated»                                                      | 4:23         |
| 6.                  | «Waste of My Time»                                                  | 2:56         |
| 7.                  | «Sorry»                                                             | 4:16         |
| 8.                  | «Battle Cry»                                                        | 2:50         |
| 9.                  | «Take It to the Bridge»                                             | 3:18         |
| 10.                 | «Skulls and Stars»                                                  | 4:25         |
| 11.                 | «Beautiful»                                                         | 3:18         |
| 23.                 | «You're the One»                                                    | 3:56         |
| 32.                 | «Them Days»                                                         | 3:12         |
| Общая длительность: | Общая длительность:                                                 | 47:52        |

- Треки с 12 по 22 и с 24 по 31 беззвучны, длительностью в 4 секунды[5]. Общая длительность беззвучных треков составляет 1 минута 20 секунд.

| №                   | Название                                 | Длительность |
| ------------------- | ---------------------------------------- | ------------ |
| 14.                 | «Hurt You So Bad (Paul Oakenfold Remix)» | 4:13         |
| Общая длительность: | Общая длительность:                      | 52:05        |

## Чарты
| Чарт (2002)                      | Высшая позиция |
| -------------------------------- | -------------- |
| Германия (Media Control Charts)  | 52             |
| США (Billboard 200)              | 120            |
| Франция (SNEP)                   | 139            |
| Япония (Oricon)                  | 82             |
| Великобритания (UK Albums Chart) | 164            |
| Швейцария (Schweizer Hitparade)  | 90             |

## Чарты синглов
| 2002                                                 | «Drowning»        | — | 24 | 24 | 50 | 45 |
| 2003                                                 | «Hurt You So Bad» | — | —  | —  | —  | —  |
| «—» знак, что данный сингл не достиг позиции в чарте |                   |   |    |    |    |    |

## Участники записи
- Crazy Town
  - Эпик Мазур — ведущий вокал, клавишные
  - Шифти Шеллшок — ведущий вокал
  - Крейг Тайлер — гитара, бэк-вокал
  - Энтони Валли — гитара
  - Дуг Миллер — бас-гитара
  - Кайл Холлингер — барабаны
- Дополнительные персонал
  - Риверс Куомо — гитарное соло в треке «Hurt You So Bad»
  - Говард Бенсон — продюсер